# Nécropole nationale de Rethel
De Nécropole nationale de Rethel is een begraafplaats met 3.461 Franse soldaten in de Frans gemeente Rethel in het departement Ardennes in de regio Grand Est.